# Heinrich Illers
Heinrich Karl August Illers (* 12. Mai 1908 in Braunschweig; † 29. Dezember 1986 in Norden) war ein deutscher Jurist, SS-Hauptsturmführer im Sicherheitsdienst und nach 1945 Senatspräsident des Landessozialgerichts Niedersachsen.

## Leben

### Karriere im NS-Staat
Illers wurde 1932 an der Universität Göttingen mit der Dissertation „Vorausverfügungen über künftige Sachen“ zum Dr. jur. promoviert. Anschließend war er Regierungsrat beim Braunschweigischen Staatsministerium. Illers trat zum 1. September 1932 der NSDAP bei (Mitgliedsnummer 1.283.925). Während der deutschen Besatzung Frankreichs war er als SS-Hauptsturmführer stellvertretender Kommandeur der Sicherheitspolizei und des SD Paris, wo er die für Sabotageabwehr und -bekämpfung zuständige Abteilung IV leitete. Kommandeur war der SS-Obersturmbannführer Kurt Lischka. Illers war in Frankreich an der Vorbereitung von Geiselerschießungen und an der letzten Deportation von 1.600 Personen am 18. August 1944 beteiligt.

### Nach dem Zweiten Weltkrieg
Illers war bis zu seiner Pensionierung im September 1972 Senatspräsident am Landessozialgericht Niedersachsen in Celle. Er lebte danach als Senatspräsident a. D. in Krummhörn. Im Gegensatz zu seinem ehemaligen Vorgesetzten Lischka, der 1980 zu einer zehnjährigen Haftstrafe verurteilt wurde, blieb Illers bis zu seinem Lebensende unbehelligt. Zu seiner Tätigkeit als SS-Führer äußerte er sich 1972 Journalisten gegenüber: Von einer Mitverantwortung kann ich nicht sprechen. Man kann ja auch nicht den Kanonier zur Verantwortung ziehen, der geschossen hat.

## Schriften
- Das Recht der Mitgift unt. bes. Berücks. konkurs- u. steuerrechtl. Fragen. (= Dissertation, Universität Würzburg) Würzburg 1925, OCLC 71869488
- Vorausverfügungen über künftige Sachen. (= Dissertation, Universität Göttingen) Gutenberg, Braunschweig 1932, OCLC 34198602